# Ten Briele
Ten Briele is een industrieterrein in de Belgische stad Brugge. Het is 66 hectare groot en ligt ten zuiden van de binnenstad, in de deelgemeente Sint-Michiels. Het wordt in het westen begrensd door de spoorlijn 50A/66 Brugge - Gent/Kortrijk en in het oosten door het kanaal Gent-Brugge.
De industriezone wordt in hoofdzaak bezet door twee grote ondernemingen: Bombardier Transportation (productie trein- en tramstellen; vroeger: La Brugeoise et Nivelles) en Dana Incorporated (transmissies voor Off-Highway-machines). Dit zijn meteen twee van de grootste bedrijven in het Brugse.
Andere bedrijven op deze locatie zijn BEP Europe, Fabricom GTI en Slabinck Laser Products en Carrosseriebouw.
Voorts is er een groot containerpark en heeft vervoermaatschappij De Lijn er een stelplaats met hoofdkwartier.
Het Vlaams Erfgoed Centrum bvba is er gevestigd.
In het zuiden van Ten Briele ligt het omstreden Lappersfortbos.
Deelgemeenten: Assebroek · Dudzele · Koolkerke · Lissewege · Sint-Andries · Sint-Kruis · Sint-Michiels

Zie ook: lijst van wijken en kernen in Brugge

Belgische gemeenten · Arrondissement Brugge · West-Vlaanderen · Vlaanderen